# Land Mattress
Mattress était le terme utilisé pour désigner les lance-roquettes multiples (LRM) au sol des Alliés pendant la Seconde Guerre mondiale. Et plus spécifiquement un système d'armes britannique.

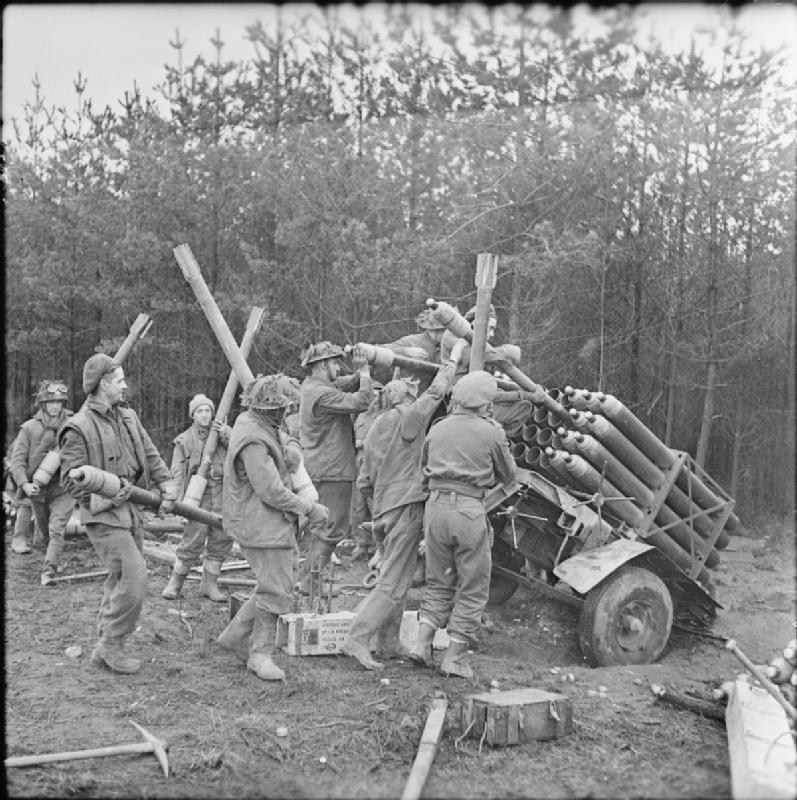
Land Mattress de l'armée britanniques le 8 février 1945 en Allemagne.

À la suite des développements d'armes similaires par les Allemands (Nebelwerfer) et les Soviétiques (Katioucha), les Alliés ont développé leurs propres LRM. Ils ne les déployèrent que tard dans la guerre et quelques-uns furent utilisés lors de la bataille d'Iwo Jima. Certains étaient montés sur des camions.
Le Sea Mattress est employé depuis des barges pour les opérations de débarquement dont celui de Normandie ; le Land Mattress peut être remorqué et certains étaient montés sur des camions. Ils utilisent comme munitions des roquettes basées sur la RP-3.